# Max Polysius

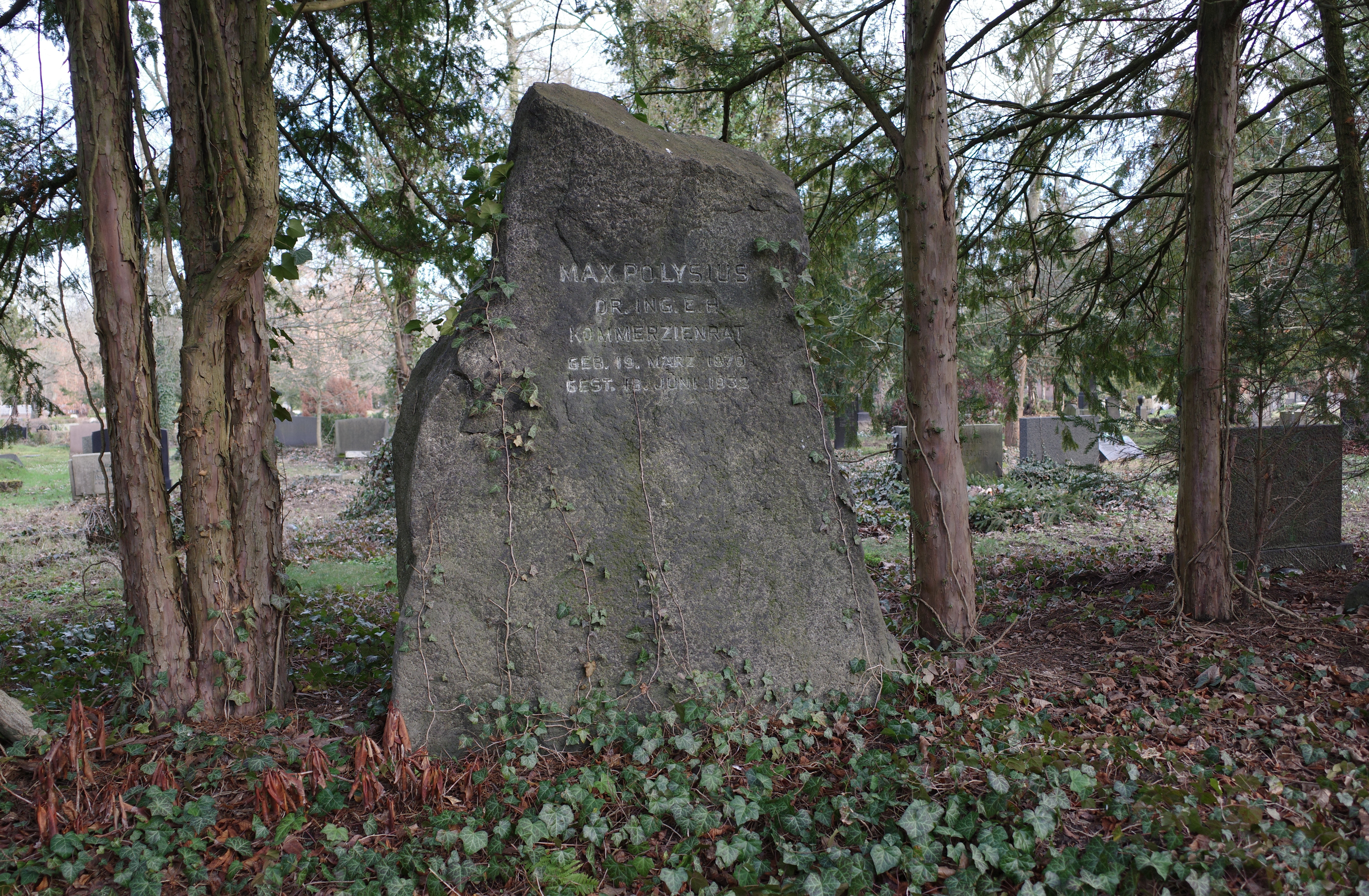
Ruhestätte in Dessau

Gottfried Max Polysius (* 19. März 1870 in Dessau; † 18. Juni 1932 ebenda) war ein deutscher Maschinenbauingenieur und Unternehmer.
Max Polysius war der zweite Sohn von Gottfried Polysius und dessen Ehefrau Louise Polysius geb. Amelang. Er heiratete am 6. Januar 1876 in Hahnemühle Aurelie Hahne, Tochter des Fabrikbesitzers Carl Hahne. Beide hatten drei Kinder.
Polysius studierte Maschinenbau an der Technischen Hochschule München. Gemeinsam mit seinem Bruder Otto Polysius leitete er ab dem 1. Juli 1896 das vom verstorbenen Vater gegründete Unternehmen, das seit 1870 die Rechtsform einer offenen Handelsgesellschaft hatte; es beschäftigte damals fast 200 Arbeiter. Schon 1893 betreute Max Polysius einen Stand auf der Weltausstellung in Chicago. Dort wurden erstmals Zementanlagen für den Export vorgestellt, und Polysius knüpfte Geschäftsbeziehungen nach Nord- und Südamerika, Japan, China und Niederländisch-Indien. In Chicago hatte er auch ersten Kontakt zum Zementfabrikanten Carl Prüssing. Er begründete später mit dem Unternehmen G. Polysius und anderen die Brennofenanstalt in Hamburg.
Die Brüder Otto und Max Polysius entwickelten das Familienunternehmen mit ihren unterschiedlichen Begabungen zu weltweiter Tätigkeit. Am 1. Juli 1928 wurde es in eine Aktiengesellschaft umgewandelt. Der erste Aufsichtsrat bestand aus den beiden Brüdern und dem Berliner Rechtsanwalt Dr. jur. Georg Eschstruth.
Max Polysius bekam von der Technischen Hochschule Braunschweig die Ehrendoktorwürde (als Dr.-Ing. E.h.) verliehen.